# Вейкфілд (Небраска)
Вейкфілд (англ. Wakefield) — місто (англ. city) в США, в округах Діксон і Вейн штату Небраска. Населення — 1522 особи (2020).

## Географія
Вейкфілд розташований за координатами 42°16′2″ пн. ш. 96°51′50″ зх. д. / 42.26722° пн. ш. 96.86389° зх. д. (42.267206, -96.863997).  За даними Бюро перепису населення США в 2010 році місто мало площу 2,44 км², з яких 2,25 км² — суходіл та 0,18 км² — водойми. В 2017 році площа становила 2,93 км², з яких 2,75 км² — суходіл та 0,18 км² — водойми.

## Демографія
Згідно з переписом 2010 року, у місті мешкала 1451 особа в 534 домогосподарствах у складі 352 родин. Густота населення становила 596 осіб/км².  Було 575 помешкань (236/км²).
Расовий склад населення:
| - 75,6 % — білих - 0,5 % — корінних американців - 0,5 % — азіатів - 0,4 % — чорних або афроамериканців - 0,1 % — вихідців з тихоокеанських островів - 21,4 % — осіб інших рас |

До двох чи більше рас належало 1,5 %. Частка іспаномовних становила 33,6 % від усіх жителів.
За віковим діапазоном населення розподілялося таким чином: 25,7 % — особи молодші 18 років, 55,8 % — особи у віці 18—64 років, 18,5 % — особи у віці 65 років та старші. Медіана віку мешканця становила 38,0 року. На 100 осіб жіночої статі у місті припадало 90,9 чоловіків;  на 100 жінок у віці від 18 років та старших — 92,2 чоловіків також старших 18 років.
Середній дохід на одне домашнє господарство  становив 56 850 доларів США (медіана — 49 559), а середній дохід на одну сім'ю — 66 619 доларів (медіана — 58 795). Медіана доходів становила 37 432 долари для чоловіків та 30 540 доларів для жінок. За межею бідності перебувало 14,0 % осіб, у тому числі 27,1 % дітей у віці до 18 років та 4,3 % осіб у віці 65 років та старших.
Цивільне працевлаштоване населення становило 798 осіб. Основні галузі зайнятості: виробництво — 25,9 %, освіта, охорона здоров'я та соціальна допомога — 16,8 %, роздрібна торгівля — 12,9 %, сільське господарство, лісництво, риболовля — 11,8 %.